# Argentina Open 2022 - Qualificazioni singolare
Le qualificazioni del singolare dell'Argentina Open 2022 sono state un torneo di tennis preliminare per accedere alla fase finale della manifestazione. I vincitori dell'ultimo turno sono entrati di diritto nel tabellone principale. In caso di ritiro di uno o più giocatori aventi diritto a questi sono subentrati i lucky loser, ossia i giocatori che hanno perso nell'ultimo turno ma che avevano una classifica più alta rispetto agli altri partecipanti che avevano comunque perso nel turno finale.

## Teste di serie
1. Marco Cecchinato (primo turno)
2. Carlos Taberner (ultimo turno)
3. Hugo Dellien (qualificato)
4. Francisco Cerúndolo (qualificato)

1. Yannick Hanfmann (ultimo turno)
2. Tomás Martín Etcheverry (qualificato)
3. Thiago Seyboth Wild (ultimo turno)
4. Nikola Milojević (primo turno)

## Qualificati
1. Tomás Martín Etcheverry
2. Nicolás Jarry

1. Hugo Dellien
2. Francisco Cerúndolo

## Tabellone

### Legenda
| - Q = Qualificato - WC = Wild card - LL = Lucky loser | - ALT = Alternate - SE = Special Exempt - PR = Protected Ranking | - w/o = Walkover - r = Ritirato - d = Squalificato |

### Sezione 1
|  | Primo turno | Primo turno             | Primo turno             | Primo turno | Primo turno |  |  | Ultimo turno | Ultimo turno            | Ultimo turno            | Ultimo turno | Ultimo turno |  |
|  |             |                         |                         |             |             |  |  |              |                         |                         |              |              |  |
|  | 1           | Marco Cecchinato        | Marco Cecchinato        | 2           | 2           |  |  |              |                         |                         |              |              |  |
|  | Alt         | Dmitrij Popko           | Dmitrij Popko           | 6           | 6           |  |  | Alt          | Dmitrij Popko           | Dmitrij Popko           | 4            | 2            |  |
|  |             | Zdeněk Kolář            | Zdeněk Kolář            | 3           | 2           |  |  | 6            | Tomás Martín Etcheverry | Tomás Martín Etcheverry | 6            | 6            |  |
|  | 6           | Tomás Martín Etcheverry | Tomás Martín Etcheverry | 6           | 6           |  |  |              |                         |                         |              |              |  |

### Sezione 2
|  | Primo turno | Primo turno            | Primo turno            | Primo turno | Primo turno |  |  | Ultimo turno | Ultimo turno    | Ultimo turno    | Ultimo turno | Ultimo turno |  |
|  |             |                        |                        |             |             |  |  |              |                 |                 |              |              |  |
|  | 2           | Carlos Taberner        | Carlos Taberner        | 6           | 6           |  |  |              |                 |                 |              |              |  |
|  | WC          | Federico Agustin Gomez | Federico Agustin Gomez | 3           | 2           |  |  | 2            | Carlos Taberner | Carlos Taberner | 6(5)         | 3            |  |
|  |             | Nicolás Jarry          | Nicolás Jarry          | 6           | 7           |  |  |              | Nicolás Jarry   | Nicolás Jarry   | 7            | 6            |  |
|  | 8           | Nikola Milojević       | Nikola Milojević       | 3           | 6(9)        |  |  |              |                 |                 |              |              |  |

### Sezione 3
|  | Primo turno | Primo turno            | Primo turno            | Primo turno | Primo turno |  |  | Ultimo turno | Ultimo turno        | Ultimo turno        | Ultimo turno | Ultimo turno |  |
|  |             |                        |                        |             |             |  |  |              |                     |                     |              |              |  |
|  | 3           | Hugo Dellien           | Hugo Dellien           | 7           | 6           |  |  |              |                     |                     |              |              |  |
|  | Alt         | Alessandro Giannessi   | Alessandro Giannessi   | 6(3)        | 1           |  |  | 3            | Hugo Dellien        | Hugo Dellien        | 6            | 7            |  |
|  | WC          | Thiago Agustín Tirante | Thiago Agustín Tirante | 3           | 0r          |  |  | 7            | Thiago Seyboth Wild | Thiago Seyboth Wild | 3            | 5            |  |
|  | 7           | Thiago Seyboth Wild    | Thiago Seyboth Wild    | 6           | 2           |  |  |              |                     |                     |              |              |  |

### Sezione 4
|  | Primo turno | Primo turno            | Primo turno          | Primo turno | Primo turno |  |  | Ultimo turno | Ultimo turno        | Ultimo turno        | Ultimo turno | Ultimo turno |  |
|  |             |                        |                      |             |             |  |  |              |                     |                     |              |              |  |
|  | 4           | Francisco Cerúndolo    | Francisco Cerúndolo  | 6           | 6           |  |  |              |                     |                     |              |              |  |
|  | Alt         | Camilo Ugo Carabelli   | Camilo Ugo Carabelli | 4           | 3           |  |  | 4            | Francisco Cerúndolo | Francisco Cerúndolo | 7            | 6            |  |
|  |             | Mario Vilella Martínez | 6                    | 6(0)        | 3           |  |  | 5            | Yannick Hanfmann    | Yannick Hanfmann    | 6(4)         | 1            |  |
|  | 5           | Yannick Hanfmann       | 4                    | 7           | 6           |  |  |              |                     |                     |              |              |  |